# Sargocentron
Sargocentron là một chi cá nhiệt đới trong họ Holocentridae

## Các loài
Có 33 loài đã được ghi nhận trong chi này
- Sargocentron bullisi (Woods, 1955) (deepwater squirrelfish)
- Sargocentron caudimaculatum (Rüppell, 1838) (silverspot squirrelfish)
- Sargocentron cornutum (Bleeker, 1853) (threespot squirrelfish)
- Sargocentron coruscum (Poey, 1860) (reef squirrelfish)
- Sargocentron diadema (Lacépède, 1802) (crown squirrelfish)
- Sargocentron dorsomaculatum (Shimizu & Yamakawa, 1979) (spotfin squirrelfish)
- Sargocentron ensifer (D. S. Jordan & Evermann, 1903) (yellow-striped squirrelfish)
- Sargocentron hastatum (G. Cuvier, 1829) (red squirrelfish)
- Sargocentron hormion (J. E. Randall, 1998)
- Sargocentron inaequalis (J. E. Randall & Heemstra, 1985) (lattice squirrelfish)
- Sargocentron iota (J. E. Randall, 1998) (dwarf squirrelfish)
- Sargocentron ittodai (D. S. Jordan & Fowler, 1902) (samurai squirrelfish)
- Sargocentron lepros (G. R. Allen & N. J. Cross, 1983) (spiny squirrelfish)
- Sargocentron macrosquamis (Golani, 1984) (bigscale squirrelfish)
- Sargocentron marisrubri (J. E. Randall, Golani & Diamant, 1989)

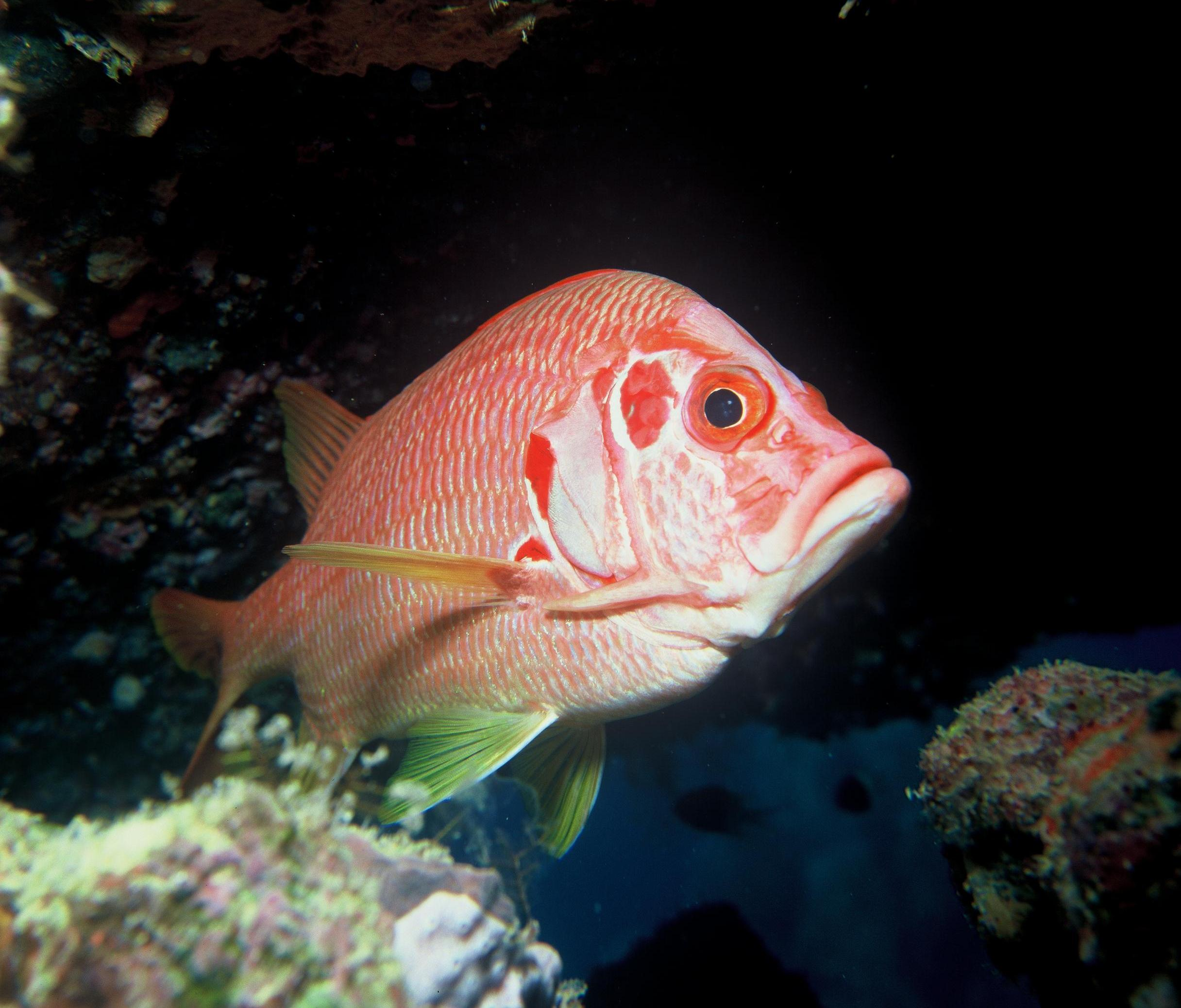
Sargocentron spiniferum from the Red Sea

- Sargocentron megalops (J. E. Randall, 1998)
- Sargocentron melanospilos (Bleeker, 1858) (blackblotch squirrelfish)
- Sargocentron microstoma (Günther, 1859) (smallmouth squirrelfish)
- Sargocentron poco (Woods, 1965) (saddle squirrelfish)
- Sargocentron praslin (Lacépède, 1802) (dark-striped squirrelfish)
- Sargocentron punctatissimum (G. Cuvier, 1829) (speckled squirrelfish)
- Sargocentron rubrum (Forsskål, 1775) (redcoat)
- Sargocentron seychellense (J. L. B. Smith & M. M. Smith, 1963) (yellow-tipped squirrelfish)
- Sargocentron shimizui (J. E. Randall, 1998)
- Sargocentron spiniferum (Forsskål, 1775) (sabre squirrelfish)
- Sargocentron spinosissimum (Temminck & Schlegel, 1843) (North Pacific squirrelfish)
- Sargocentron suborbitalis (T. N. Gill, 1863) (tinsel squirrelfish)
- Sargocentron tiere (G. Cuvier, 1829) (blue-lined squirrelfish)
- Sargocentron tiereoides (Bleeker, 1853) (pink squirrelfish)
- Sargocentron vexillarium (Poey, 1860) (dusky squirrelfish)
- Sargocentron violaceum (Bleeker, 1853) (violet squirrelfish)
- Sargocentron wilhelmi (F. de Buen, 1963) (Wilhelm's squirrelfish)
- Sargocentron xantherythrum (D. S. Jordan & Evermann, 1903)